# Koaliční smlouva

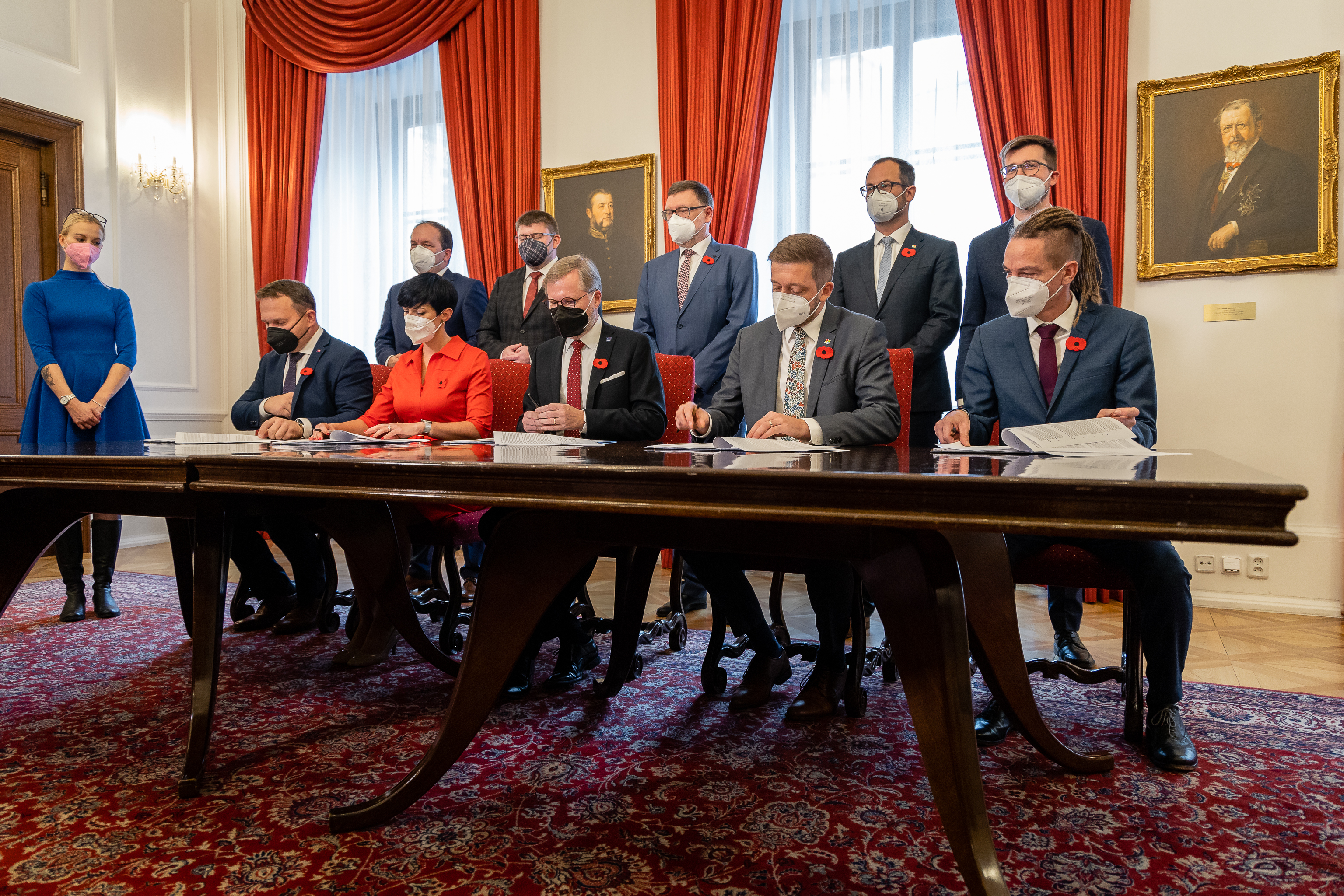
Pětice českých politických lídrů - sedící, zleva: Marian Jurečka (KDU-ČSL), Markéta Pekarová Adamová (TOP09), Petr Fiala (ODS), Vít Rakušan (STAN) a Ivan Bartoš (Piráti) - při podpisu koaliční smlouvy, 2021

Koaliční smlouva, případně koaliční dohoda je označení pro dokument, kterým vzniká vládní koalice dvou nebo více politických stran. Vládní koalice jsou typickým prvkem parlamentních politických systémů s volbami založenými na poměrném systému, kde není obvyklé, aby jedna strana získala absolutní většinu křesel v parlamentu a mohla tak vytvořit jednobarevnou vládu.

## Česko
V České republice jsou vládní koalice běžné nejen na celostátní úrovni, ale i na úrovni krajů a obcí. Politické strany účastnící se koalice si v koaliční smlouvě zpravidla určují svoje programové priority, rozdělení pozic ve vládě (případně městské nebo krajské radě) a další mechanismy společného vládnutí. Koaliční smlouva však nepředstavuje právní dokument, její sjednávání není upraveno žádným zákonem, není právně závazná a vynutitelná. Jedná se spíše o politickou deklaraci. I když se v koaličních smlouvách očekává jednotné hlasování, právně takový závazek neexistuje. Ústava v článku 26 stanovuje, že poslanci a senátoři vykonávají svůj mandát osobně v souladu se svým slibem a nejsou přitom vázáni žádnými příkazy, vedení strany tak nemůže prostřednictvím koaliční smlouvy nařídit poslancům určitý postup. Podepsání smlouvy koaliční většinou (ať již osobně všemi poslanci, nebo prostřednictvím stranických lídrů) tak představuje dobrovolnou deklarací podpory vlády, nikoliv právně vymahatelný závazek k vyslovení důvěry vládě a schvalování vládních návrhů zákonů. Obdobným typem dokumentu je pak opoziční smlouva, která je uzavřená mezi menšinovou vládou a částí opozice, která vládu toleruje a umožňuje ji fungovat, i když se neopírá o parlamentní většinu.
V roce 1998 Ústavní soud posuzoval ústavní stížnost pro zásah orgánů veřejné moci do ústavních práv, kdy se navrhovatel stížnosti domáhal zrušení Opoziční smlouvy mezi ČSSD a ODS. Soud dospěl k závěru, že opoziční smlouva není ani svou formou ani svým obsahem zásahem orgánu veřejné moci, jelikož obsahuje pouze politické normy, nikoliv právní. Dodržování opoziční smlouvy není proto právně závazné a ani vynutitelné. Stížnost tak byla odmítnuta jako zjevně neopodstatněná. Obdobně v roce 2011 při posuzování návrhu na zrušení části novely zákona o stavebním spoření konstatoval, že samotná skutečnost, že určitá opatření byla uvedena v koaliční smlouvě a programovém prohlášení vlády, nemá ve vztahu k adresátům právních předpisů žádnou relevanci. Koaliční smlouva i programové prohlášení vlády jsou dokumenty ryze politické povahy a adresáti zákonů nemají povinnost číst takové dokumenty nebo poslouchat mediální vystoupení politiků a řídit se jimi.
V roce 2017 došlo ke sporu mezi prezidentem Milošem Zemanem a premiérem Bohuslavem Sobotkou při podání návrhu na odvolání ministra financí Andreje Babiše. Zeman odmítl návrhu vyhovět s odvoláním na to, že podle koaliční smlouvy musí mít premiér pro odvolání ministra z jiné strany, něž je sám členem, souhlas vedení dané strany. V reakci na to Sobotka vyzval Zemana k dodržování ústavy, která v článku 74 jasně stanovuje, že prezident má odvolat člena vlády, pokud mu to premiér navrhne, žádné další podmínky neuvádí. Tento vyklad byl podpořen politology a ústavními právníky. Marek Antoš zdůraznil, že koaliční smlouva ani nepředstavuje právní dokument, ale spíše politická deklarace. Jan Kysela uvedl, že koaliční smlouva je politickým dokumentem, není právně závazná, není možné se o ni soudit, a rozhodně není referenční normou pro prezidenta republiky, pro kterého je důležité pouze znění ústavy. Podle Jana Kudrny žádné ujednání nemůže stát nad ústavou.
Obdobná byla reakce odborníků na záruky, ke kterým se zavázalo hnutí ANO v koaliční smlouvě z roku 2018. Stanislav Balík prohlásil, že reálná vymahatelnost záruk je nulová a závisí to na ochotě ostatních koaličních stran hlasovat pro vyslovení nedůvěry vládě, což je nejsilnější možný prostředek. Petr Just uvedl, že ani koaliční smlouva ani programové prohlášení ani nějaká ústní dohoda nejsou výše, než ústavně garantovaná volnost poslanců při hlasování, bez ohledu na to, jakou alianci při hlasování reprezentují, a že dodržování takových závazků je spíše etickou otázkou, nikoli ústavně-právní.

### Seznam
Tento seznam zahrnuje koaliční a obdobné smlouvy od voleb do ČNR roku 1992 do současnosti.
| Vláda                                   | Vznik | Koaliční smlouva |
| --------------------------------------- | --- | --- |
| První vláda Václava Klause (1992–1996)  | Historicky první česká polistopadová koaliční dohoda byla podepsána necelý měsíc po volbách, 1. července 1992. Tato smlouva mezi ODS, KDS, KDU-ČSL a ODA nastínila podobu koaličních dohod v budoucnosti. Jejím základem bylo je rozdělení ministerských postů mezi jednotlivé koaliční strany a závazek společného postupu při prosazování vládních návrhů zákonů. | Dílo Koaliční dohoda mezi ODS, KDS, KDU-ČSL a ODA (1992) ve Wikizdrojích |
| Druhá vláda Václava Klause (1996–1998)  | Po volbách v roce 1996 vznikla vládní koalice obdobná té předchozí – jedinou změnou byla neúčast KDS, jež se v březnu 1996 sloučila s ODS. Koaliční strany však měly v Poslanecké sněmovně pouze 99 hlasů a tvořily tak menšinovou vládu. O to důležitější bylo, aby všichni vládní partneři postupovali jednotně. Koaliční smlouva proto kladla důraz na pravidelné schůzky stranických představitelů, kde by před každou parlamentní schůzí naplánovaly společný postup při hlasování. Získání důvěry napomohla neformální nepsaná dohoda s ČSSD která získala posty ve Sněmovně. | Dílo Koaliční dohoda mezi ODS, KDU-ČSL a ODA (1996) ve Wikizdrojích |
| Vláda Josefa Tošovského (1998)          | Tato přechodná (tzv. úřednická) vláda vznikla po demisi druhé vlády Václava Klause a měla za úkol dovést Českou republiku k předčasným volbám v červnu 1998. Vznikla na základě jednání představitelů parlamentních stran a prezidenta Václava Havla, neopírala se však o žádnou písemnou dohodu. | |
| Vláda Miloše Zemana (1998–2002)         | Po předčasných volbách v roce 1998 a dlouhých koaličních vyjednáváních, která ztroskotala na nepřijatelnosti osob Miloše Zemana (lídr vítězné ČSSD) a Václava Klause (lídr druhé ODS) pro potenciální koaliční partnery, došlo k vytvoření jednobarevné menšinové vlády ČSSD tolerované ODS. Mezi těmito stranami byl uzavřen dokument označovaný jako opoziční smlouva, ve které se ODS zavávala odchodem svých poslanců ze sálu umožnit získání důvěry menšinové vládě, výměnou získala například posty ve vedení sněmovny či ve státní správě. | Dílo Opoziční smlouva mezi ČSSD a ODS ve Wikizdrojích |
| Vláda Vladimíra Špidly (2002–2004)      | Po volbách v roce 2002 vznikla koalice ČSSD, KDU-ČSL a US-DEU, dojednaná koaliční smlouva se ale zaměřovala pouze na programové záležitosti a s výjimkou závazku promítnout společné cíle do práce svých klubů v obou komorách Parlamentu nijak neřešila principy fungování koalice. | Dílo Koaliční smlouva mezi ČSSD, KDU-ČSL a US-DEU (2002) ve Wikizdrojích |
| Vláda Stanislava Grosse (2004–2005)     | Po demisi premiéra Vladimíra Špidly byla zachována stávající vládní koalice, ale byla sepsána nová koaliční smlouva, která se stala vzorem pro všechny texty budoucí. Byla nastavena pevná struktura smlouvy – rozdělení křesel ve vládě, seznam koaličně dohodnutých vládních návrhů zákonů a závazek společného postupu při hlasování. | Dílo Koaliční smlouva mezi ČSSD, KDU-ČSL a US-DEU (2004) ve Wikizdrojích |
| Vláda Jiřího Paroubka (2005–2006)       | Po demisi premiéra Stanislava Grosse nová koaliční smlouva sepsána nebyla. Namísto toho strany uzavřely tzv. Smlouvu o spolupráci demokratických proevropských stran. ČSSD, KDU-ČSL a US-DEU se zavázaly, že navážou na předchozí programová prohlášení a vymezily některé aspekty koaliční spolupráce. | Dílo Smlouva o spolupráci demokratických proevropských stran ve Wikizdrojích |
| První vláda Mirka Topolánka (2006–2007) | Po volbách v roce 2006 došlo k patové situaci, kdy v Poslanecké sněmovně vzniky dva bloky: levice (ČSSD a KSČM) a pravice (ODS, KDU-ČSL a SZ) o shodném počtu 100 poslanců. Předseda ODS Mirek Topolánek se nejprve pokusil sestavit trojkoalici spolu s KDU-ČSL a Stranou zelených, ta však následně nepřesvědčila ČSSD, aby ji podpořila, a tak se rozpadla. Následně Topolánek přistoupil na jednobarevnou vládu ODS, pro niž se pokoušel získat podporu ČSSD. Poté, co jednání s Jiřím Paroubkem zkrachovala, předložil Mirek Topolánek návrh vlády složené z devíti členů ODS a šesti nestraníků, kterou Václav Klaus jmenoval 4. září. Vláda požádala o důvěru poslanecké sněmovny dne 3. října, avšak poprvé v historii České republiky ji nezískala. | Dílo Koaliční smlouva mezi ODS, KDU-ČSL a SZ (červen 2006) ve Wikizdrojích |
| Druhá vláda Mirka Topolánka (2007–2009) | Po dlouhých jednáních byla opět sestavena koalice ODS, KDU-ČSL a SZ, které však stále chyběl do absolutní většiny jeden poslanecký mandát. Získání důvěry umožnili dva nezařazení poslanci, Miloš Melčák a Michal Pohanka, kteří s představiteli koalice uzavřeli dohodu o toleranci vlády, kde se zavázali opustit před hlasováním o důvěře jednací sál. Vláda se na oplátku zavázala k některým změnám ve svém programovém prohlášení. | Dílo Koaliční smlouva mezi ODS, KDU-ČSL a SZ (prosinec 2006) ve Wikizdrojích Dílo Dohoda o podmínkách tolerance koaliční vlády v období 2007 až 2010 ve Wikizdrojích |
| Vláda Jana Fishera (2009–2010)          | Poté, co byla druhé vládě Mirka Topolánka vyslovena nedůvěra, došlo k dohodě stran bývalé koalice a opoziční ČSSD o předčasných volbách a vytvoření dočasné úřednické vlády. Jelikož ale předčasné volby plánované na rok 2009 byly zrušeny Ústavním soudem, vláda Jana Fischera zůstala ve funkci až do řádných voleb 2010. | Dílo Předběžná dohoda o přechodu k předčasným volbám a o vzniku překlenovací vlády složené z nestranických odborníků ve Wikizdrojích |
| Vláda Petra Nečase (2010–2013)          | Přestože ve volbách roku 2010 získala nejvíce hlasů a nejvíce poslaneckých mandátů ČSSD, většinovou koalici vytvořily ODS, TOP09 a VV. V červnu 2011 pak byl k této smlouvě přijat dodatek, který zahrnoval některé programové priority a upřesňoval principy koaliční spolupráce. Po rozkolu ve VV na jaře 2012 a vypovězení koaliční smlouvy došlo k vytvoření nového politického subjektu LIDEM, který vytvořil vlastní poslanecký klub a pokračoval s ODS a TOP09 v koaliční spolupráci, kdežto ostatní poslanci VV přešli do opozice. Přes původní přísliby však nebyla s novou stranou uzavřena nová koaliční smlouva a koalice fungovala dle stávající.                                                                                               | · |
| Vláda Jiřího Rusnoka (2013–2014)        | Po pádu vlády Petra Nečase byla jmenována úřednická vláda Jiřího Rusnoka, která na rozdíl od všech předchozích vlád (politických i úřednických) nevznikla z vůle parlamentních stran, ale na základě vlastního rozhodnutí prezidenta republiky, proto bývá někdy označována jako prezidentská vláda. Tato vláda nezískala důvěru Poslanecké sněmovny, která si následně odhlasovala svoje rozpuštění a následovaly předčasné volby. | |
| Vláda Bohuslava Sobotky (2014–2017)     | Po předčasných volbách 2013 došlo k vytvoření většinové koalice ČSSD, hnutí ANO 2011 a KDU-ČSL. | Dílo Koaliční smlouva mezi ČSSD, hnutím ANO 2011 a KDU-ČSL na volební období 2013–2017 ve Wikizdrojích |
| První vláda Andreje Babiše (2017–2018)  | Po volbách 2017, které s velkým náskokem vyhrálo hnutí ANO 2011, většina stran jasně deklarovala, že do koalice s ANO a s Andrejem Babišem nepůjdou. Jediné strany, které byly ochotny jednat s ANO o vládě, byly SPD a komunisté. Vládnout s SPD a komunisty však odmítl sám Babiš. Proto několik dní po volbách Babiš oznámil pokus sestavit menšinovou vládu složenou z členů hnutí ANO a odborníků z praxe. Tato vláda však nezískala důvěru poslanecké sněmovny a byla nucena podat demisi. | |
| Druhá vláda Andreje Babiše (2018–2021)  | Po dalších jednáních byla vytvořena menšinová koalice ANO a ČSSD. Dále ANO uzavřelo dohodu s KSČM, v níž se komunisté zavázali podpořit vládu při hlasování o důvěře a nevyvolat hlasování o nedůvěře. Vláda se naopak zavázala plnit několik programových podmínek komunistické strany. | Dílo Koaliční smlouva mezi hnutím ANO 2011 a ČSSD na 8. volební období Poslanecké sněmovny Parlamentu České republiky ve Wikizdrojích Dílo Dohoda politického hnutí ANO 2011 a KSČM o podpoře vzniku a toleranci existence menšinové vlády hnutí ANO a ČSSD po volbách 2017 ve Wikizdrojích |
| Vláda Petra Fialy (od 2021)             | Po volbách 2021 vznikla povolební koalice tvořená dvěma předvolebními koalicemi - koalice Spolu (ODS, TOP 09 a KDU-ČSL) a koalice PirSTAN (Piráti a STAN). V roce 2024 koaliční smlouvu vypověděla Pirátská strana. | Dílo Koaliční smlouva mezi ODS, KDU-ČSL, TOP 09, Piráti a STAN na volební období 2021–2025 ve Wikizdrojích |

## Další země

Signatáři koaliční dohody z roku 2010, David Cameron (vlevo) a Nicholas Clegg (vpravo)

Ve Francii nejsou koaliční smlouvy obvyklé, a to kvůli dvoukolovému volebnímu systému. Spolupráce politických stran zde vzniká mezi prvním a druhým kolem většinové volby, kdy strany které neuspěly v prvním kole vyjadřují podporu názorově blízkým kandidátům, kteří do druhého kola postoupili. Tím je dán základ pro budoucí spolupráci, která přetrvává i po volbách.

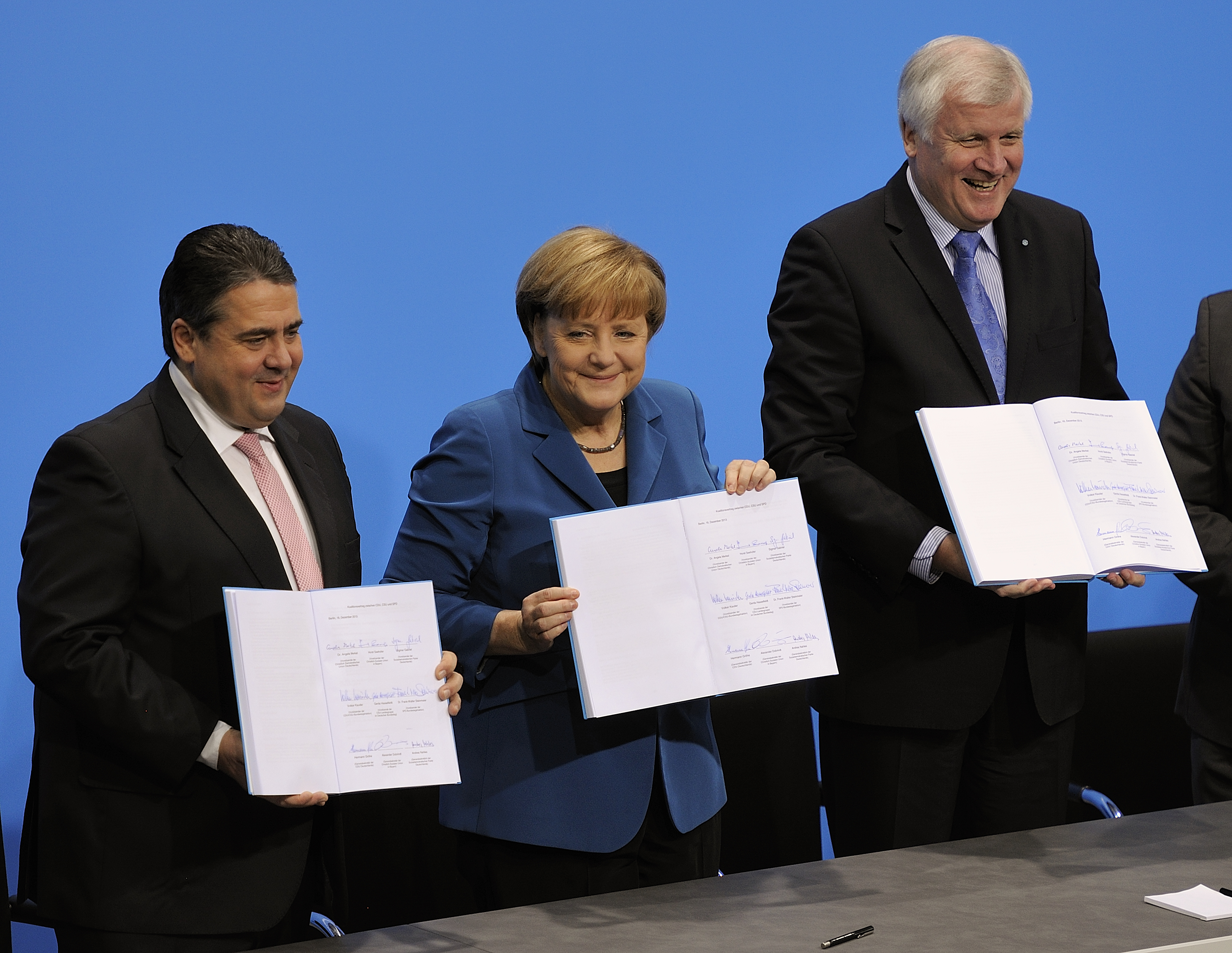
Podpis koaliční smlouvy v Německu roku 2013 - zleva: Sigmar Gabriel (SPD), Angela Merkelová (CDU) a Horst Seehofer (CSU)

Vlády ve Velké Británii jsou díky jednokolovému většinovému volebnímu systému téměř vždy jednobarevné. Jediná koaliční smlouva od konce Churchillova válečného kabinetu roku 1945 byla uzavřena po volbách roku 2010. Tehdy vznikla koalice Konzervativců vedených Davidem Cameronem a Liberálů pod vedením Nicholase Clegga. Cameron byl jmenován premiérem 11. května 2010 a ve stejný den bylo ohlášeno dosažení dohody obou stran; teprve později byla vydána koaliční smlouva stanovující vládní program, kterou podepsali Cameron jakožto premiér a Clegg coby vicepremiér.
Jsou ale i politické systémy, kde jsou koaliční smlouvy nezbytné. Příkladem mohou být Nizozemsko či Belgie. V obou zemích často vznikají tzv. velké koalice, tedy vlády zahrnující většinu parlamentních stran. Koaliční smlouvy jsou tak výsledkem složitých jednání a kompromisů. Koaliční smlouvy v těchto případech jasně vymezují hranice, v nichž se budoucí vládní politické strany pohybují.